# Sırmaçek
Sırmaçek (kurd. Kejikan oder Kejkan) ist ein kurdisches Dorf im Landkreis Kiğı der türkischen Provinz Bingöl, an der Grenze zur Provinz Elazığ. Die Entfernung nach Kiğı beträgt ca. 24 km. Das Dorf verfügt über eine Grundschule und eine Moschee.
Im Jahre 1967 lebten in Sırmaçek 515 Menschen. Laut Zensus wuchs die Zahl auf 742 Einwohner im Jahre 1990. 2009 hatte Sırmaçek noch 400 Einwohner.
Der ursprüngliche Name der Siedlung lautet Kijikan. Dieser ist auch im Grundbuch verzeichnet.